# Litteraturåret 1882

## Priser och utmärkelser
- Kungliga priset – Clas Theodor Odhner

## Nya böcker

### A – N
- Bättre slödder av Émile Zola
- Det nya riket av August Strindberg[1]
- Dikter: första samlingen av Viktor Rydberg
- En folkefiende, drama av Henrik Ibsen
- Gaa Paa! av Jonas Lie
- Gråkallt av Gustaf af Geijerstam.

### O – Ö
- Prinsen och tiggargossen av Mark Twain
- Skipper Worse av Alexander Kielland
- Små och stora av Amanda Kerfstedt
- Torquemada av Victor Hugo
- Ur lifvet I av Anne Charlotte Leffler

## Födda
- 18 januari – A.A. Milne (död 1956), engelsk författare, Nalle Puh.
- 24 januari – Sigfrid Siwertz (död 1970), svensk författare och ledamot av Svenska Akademien 1932–1970.
- 25 januari – Virginia Woolf (död 1941), brittisk författare.
- 25 februari – Ludvig Nordström (död 1942), svensk författare och journalist.
- 11 april – Ragnar Ring (död 1956), svensk regissör, manusförfattare och romanförfattare.
- 20 maj – Sigrid Undset (död 1949), norsk författare, nobelpristagare 1928.
- 14 augusti – Elin Brandell (död 1963), svensk författare och journalist.
- 1 september – Gunnar Bohman (död 1963), svensk författare, kompositör och lutsångare.
- 28 september – Rikard Lindström (död 1943), svensk konstnär och författare.

## Avlidna
- 10 april – Dante Gabriel Rossetti, 53, brittisk målare och poet.
- okänt datum – Théodore Frédéric Galliardet, fransk författare.

### Fotnoter
1. ↑  ”August Strindberg”. 22 mars 1998. http://home.swipnet.se/~w-79963/Strindberg/. Läst 11 april 2011.